# فيليبي مارينو
فيليبي مارينو (بالإنجليزية: Felipe Marino)‏ هو لاعب كرة قدم وكاتب سيناريو ومنتج تلفزيوني ومنتج أفلام أمريكي، ولد في 1978 في بيتسبرغ في الولايات المتحدة.

## وصلات خارجية
- فيليبي مارينو على موقع IMDb (الإنجليزية)
- فيليبي مارينو على موقع ألو سيني (الفرنسية)
- فيليبي مارينو على موقع أول موفي (الإنجليزية)
- فيليبي مارينو على موقع قاعدة بيانات الأفلام السويدية (السويدية)
- فيليبي مارينو على موقع قاعدة بيانات الفيلم (الإنجليزية)
- فيليبي مارينو على موقع كينوبويسك (الروسية)